# François Ewald
 (décembre 2016).
Si vous disposez d'ouvrages ou d'articles de référence ou si vous connaissez des sites web de qualité traitant du thème abordé ici, merci de compléter l'article en donnant les références utiles à sa vérifiabilité et en les liant à la section « Notes et références ».
Pour les articles homonymes, voir Ewald.
François Ewald, né le 29 avril 1946, est un intellectuel français, anciennement professeur au Conservatoire national des arts et métiers où ses travaux portèrent plus particulièrement sur la politique du risque.
Engagé dans sa jeunesse aux côtés du mouvement maoïste, il fut conseiller du MEDEF à l'époque d'Ernest-Antoine Seillière.

## Biographie

### Travaux et parcours
Philosophe de formation, François Ewald est docteur ès lettres. Lorsqu'il était jeune professeur de philosophie à Bruay-en-Artois en 1972, membre de la Gauche prolétarienne, François Ewald a été un militant actif lors de l'« affaire de Bruay-en-Artois ». Il fait notamment une grève de la faim de neuf jours pour protester contre le dessaisissement du juge Pascal. La venue de nombreux intellectuels dans cette petite ville lui permetde rencontrer de nombreuses personnalités médiatiques comme Michel Foucault et Jean-Paul Sartre, et de nouer des contacts durables avec certains.
Ancien assistant de Michel Foucault au Collège de France, il est membre fondateur en 1986 de l'Association pour le centre Michel-Foucault,. Il a publié en 1994 avec Daniel Defert le recueil des Dits et Écrits de Michel Foucault,. Avec Alessandro Fontana, il fut responsable de l'édition des cours de Foucault au Collège de France de 1997 à 2015.
François Ewald publie en 1986 un livre de référence,,,, sur l’État-providence. Il est directeur de l'École nationale d'assurances et membre du comité éditorial de la revue Risques dont il est l'un des fondateurs. Ses travaux portent en particulier sur l'analyse du risque. Professeur au Conservatoire national des arts et métiers, où il enseigne toujours, François Ewald est devenu conseiller à la Fédération française des sociétés d'assurances.
Il rencontre au début des années 1990 Denis Kessler, qui est le numéro deux du Medef de 1998 à 2002. Kessler et Ewald « posent ensemble les pierres angulaires d'une rénovation politico-idéologique du patronat. Leur innovation, c'est de penser le risque non plus comme une prérogative de l'entrepreneur justifiant le profit, mais en l'étendant à la société toute entière », une vision qui inspire largement les discours d'Ernest-Antoine Seillière distinguant « riscophiles » et « riscophobes ».
Proche de la droite, il soutient en 2002 la création de l’Union pour un mouvement populaire (UMP).
Il rejoint la Fondation pour l'innovation politique, think tank lié à l'UMP, dès sa création en 2004, en qualité de président du Conseil scientifique et d’évaluation.
Il est chroniqueur régulier dans le quotidien Les Échos et dans d'autres journaux.
En 2012, Olivier Godard cite François Ewald comme une figure climato-sceptique médiatique en France, parmi quelques dizaines d'autres personnalités, François Ewald ayant par exemple défendu les thèses de Claude Allègre dans une tribune.

### Autres fonctions
- Président du Conseil scientifique et d'évaluation de la Fondation pour l'innovation politique
- Président du Comité scientifique et éthique du groupe AREVA

Il anime depuis mai 2009 l'atelier « Gouvernance » du Grenelle de l'estuaire de la Seine.

### Distinctions
- Chevalier de la Légion d'honneur (2006)
- Membre de l'Académie des technologies

## Publications
- L'Accident nous attend au coin de la rue, Les accidents de la circulation, Histoire d´un problème (1982)
- L'État-providence (1986)
- Naissance du Code civil (1989)
- Le problème français des accidents thérapeutiques (1992)
- Le Principe de précaution, en collaboration avec Christian Gollier et Nicolas de Sadeleer (2001)
- Avec Denis Kessler « Les noces du risque et de la politique », Le Débat, n° 109, 2000, p. 55-72
- Aux risques d'innover : Les entreprises face au principe de précaution (2009)